# 365159 Garching
365159 Garching este o planetă minoră (asteroid) din centura de asteroizi. A fost descoperită pe 26 februarie 2009 la Observatorio de Calar Alto⁠(d) de Felix Hormuth⁠(d). 
Obiectul prezintă o orbită caracterizată de o semiaxă mare de 2,3781270784967 UAi, o excentricitate de 0,13, o înclinație de 1,4 ° în raport cu ecliptica.